# Leonardo Ruiz
Adolfo Leonardo Ruiz Ampuero (Ancud, Provincia de Chiloé, Chile, 7 de junio de 1985) es un exfutbolista chileno. Jugaba de defensa.

## Clubes
| Club                  | País  | Año       |
| --------------------- | ----- | --------- |
| Deportes Puerto Montt | Chile | 2005-2007 |
| Deportes Temuco       | Chile | 2008      |
| Provincial Osorno     | Chile | 2009      |
| Unión Temuco          | Chile | 2010-2011 |
| Deportes Puerto Montt | Chile | 2012      |
| Naval                 | Chile | 2013-2014 |
| Lota Schwager         | Chile | 2014-2015 |
| Deportes Puerto Montt | Chile | 2015-2016 |
| Malleco Unido         | Chile | 2017      |